# Corticaria camerunensis
Corticaria camerunensis es una especie de coleóptero de la familia Latridiidae.

## Distribución geográfica
Habita en Camerún.